# Sisu Különítmény

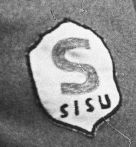
A Sisu Különítmény jele

A Sisu Különítmény (vagy Sisu-hadtest) katonai különítmény volt a finn téli háborúban. A különítmény Bertil Nordlund kapitány vezette gyalogos egység volt, amelyet külföldi, angol és észt mellett magyar önkéntesekből szerveztek meg 1940. január 8-án. A hadtestben 1940. február 20-án 212 katona volt, a háború végén, március 13-án 153.
A téli háborúban 346 magyar önkéntes vett részt. Vezetőjük Kémeri Nagy Imre főhadnagy volt, akinek volt már harctéri tapasztalata, mikor 1938-ban Magyarország bevonult az első bécsi döntésben Csehszlovákiától visszaszerzett területekre. A szervezett különítményen kívül még 20 magyar önkéntes érkezett egyénileg. 
A békekötés után a katonákat Lappeenrantába vezényelték, ahol határőrizeti feladatokat láttak el. A magyar zászlóalj végül 1940 májusában érkezett vissza Magyarországra.

## Galéria

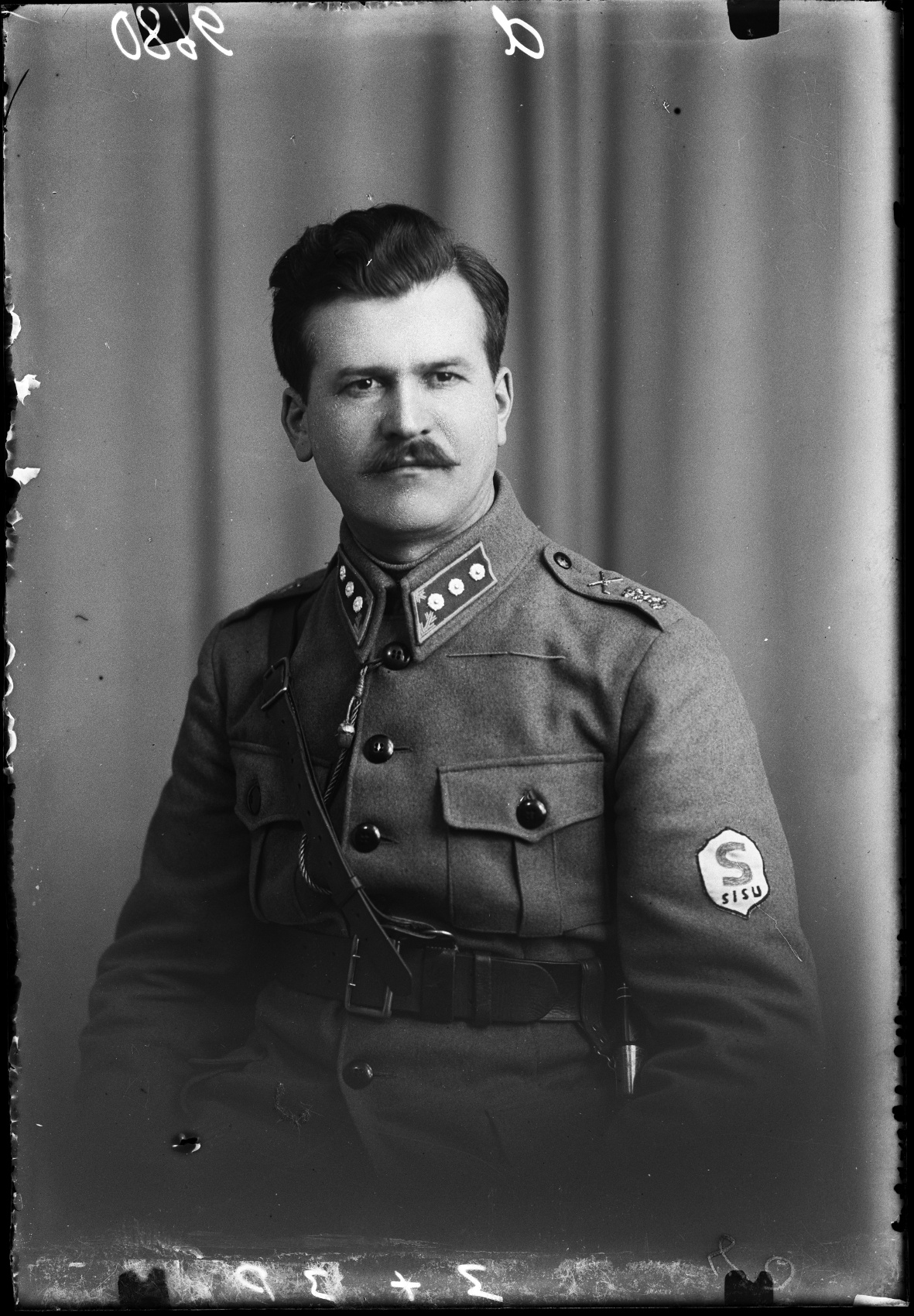
Kémeri Nagy Imre, a magyar különítmény vezetője
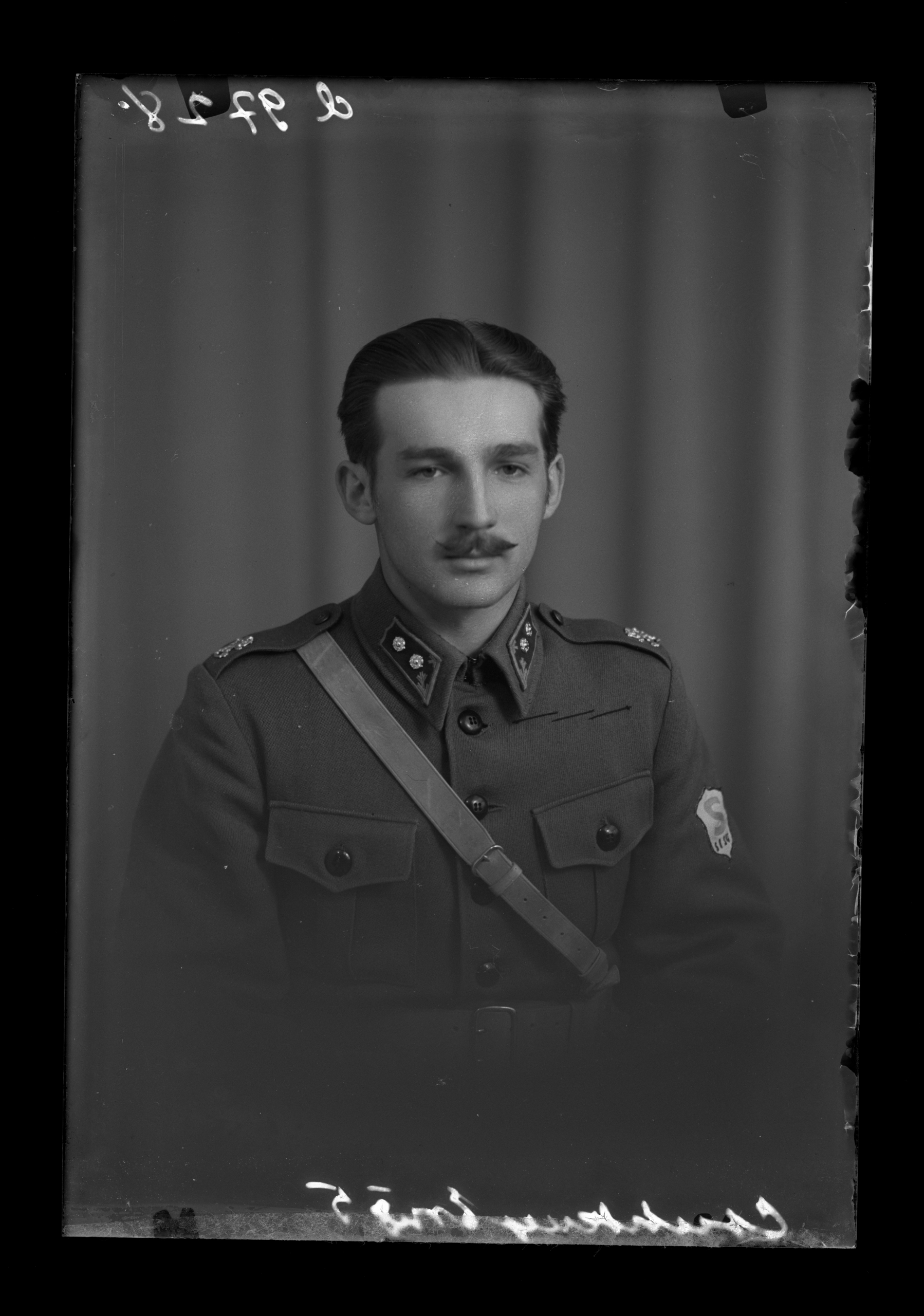
Csutkay Jenő, az Első Magyar Önkéntes Zászlóalj egyik katonája
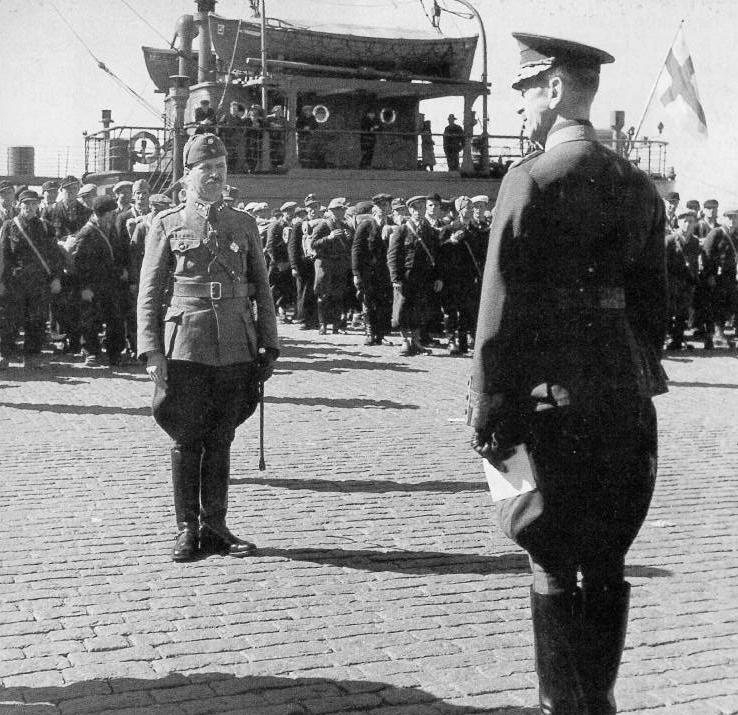
A magyar önkéntesek kihajózása Finnországból

## Külső hivatkozások
- Verkkouutiset:  Talvisodan unkarilaiset vapaaehtoiset esillä Sotamuseon näyttelyssä, Janne Impiö, 15. maaliskuuta 2003
- Tapani Kossila: Foreign volunteers in the Winter War